# Lärarhögskolan i Malmö

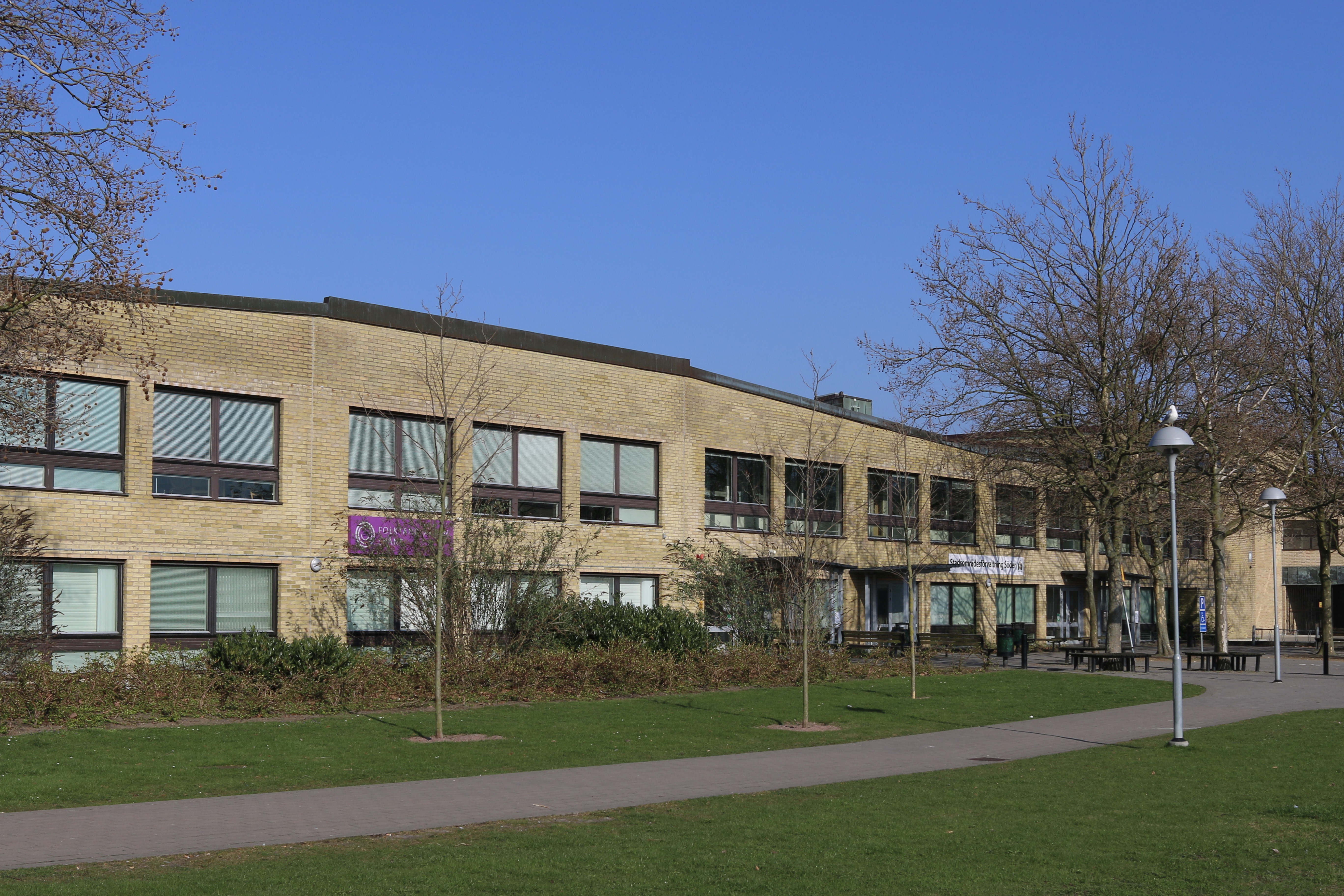
Stadsdelsförvaltning Söder har övertagit lärarhögskolans lokaler.

Lärarhögskolan i Malmö (LHM) var en svensk högskola med huvudinriktningen att utbilda lärare. Högskolan startade 1960 och inrymdes i lokaler vid Munkhättegatan i Malmö. Från 1 juli 1998 ingår verksamheten i Malmö högskola.

## Historik
Riksdagen i Sverige fattade 1959 ett beslut om att inrätta en lärarhögskola i söder, placeringen blev i Malmö. Det var den andra lärarhögskolan som tillkom i Sverige efter Stockholms. Från början 1960 fungerade den som en självständig lärarhögskola. 1977 bildade lärarhögskolan tillsammans med musikhögskolan en gren inom Lunds universitet. Från och med 1983 blev lärarhögskolan ett administrerat område inom universitetet. Lärarhögskolan fick med åren en hel rad nya lärarutbildningar. Under lärarhögskolans existens förändrades organisationen och lokaler byggdes ut.
Vid bildandet av Malmö högskola 1 juli 1998 överfördes lärarhögskolan dit och lärarutbildningen ingår därefter som en gren i högskolan. Verksamheten är numera lokaliserad till byggnaden Orkanen på Universitetsholmen i Malmö.

## Rektorer
- Gunnar Bergendal (1973–1995)
- Lars Haikola (1995–1998) [1]